# توروف
توروف (به لاتین: Turuf) یک منطقهٔ مسکونی در روسیه است که در داغستان واقع شده‌است.